# Ibrahim Bey (Constantine)
Pour les articles homonymes, voir Ibrahim Bey.
Ibrahim Bey el-Greitli (en arabe إبراهيم باي القرتلي), de son nom Ibrahim Bey ben Ali, caïd des Haraktas, est un bey de Constantine qui règne de juillet 1822 (1237 de l'Hégire) à décembre 1824 (1239 de l'Hégire).

## Biographie
Ibrahim destitué en 1822 par Hussein Dey d'Alger, se retire à Médéa. En 1830 Mostéfa Boumezrag, bey du Tittery, demande son aide pour lever une rébellion contre les troupes françaises, et le nomme Pacha. Ahmed bey de Constantine craignant son concurrent, et ne désirant pas le recevoir, prendra le titre de pacha. Ibrahim déçu, revient à Médéa et abandonne son engagement.
Redoutant le bey de Constantine, Ibrahim se place sous la protection du cheikh Farhat-Ben-Saïd, ennemi de Ahmed-Bey. Après l'insuccès du cheikh Farhat, Ibrahim se retire à Tunis. Le Bey de Tunis, en négociation avec le général Clauzel pour céder la province de Constantine, ennemie depuis toujours, envoie Ibrahim comme émissaire. Personnage clé de la province de Constantine, il se rend en 1831 à Bône pour rencontrer le commandant Houder. Exploitant la crédulité des officiers français, il s'empare de la ville, mais reprise par les armées, il se réfugie à Bizerte.
Il se bat devant la citadelle de Bône, contre les armées du général Monck-d'Uzer, mais après une déroute, il s'enfuit à nouveau à Médéa. Il est assassiné en 1833, sa famille se réfugie à Alger, et ses deux fils, se mettront quelques années plus tard au service des Français.